# مترولینک منچستر
مترولینک منچستر (انگلیسی: Manchester Metrolink) یک سیستم تراموا برقی و قطار سبک شهری در منچستر، انگلستان است.
این قطار شهری دارای ۷ خط، ۹۳ ایستگاه و ۹۲ کیلومتر طول می‌باشد و در ۶ آوریل ۱۹۹۲ میلادی تأسیس شده‌است.

## نگارخانه

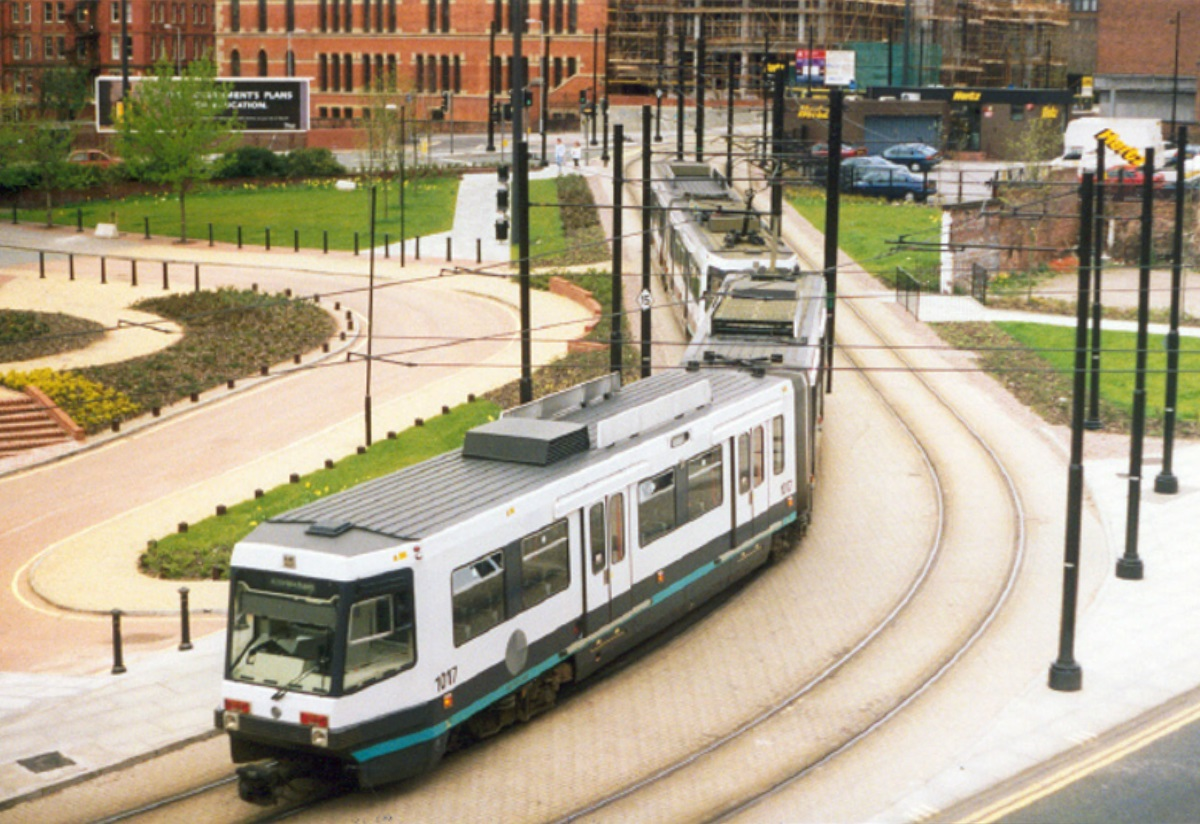
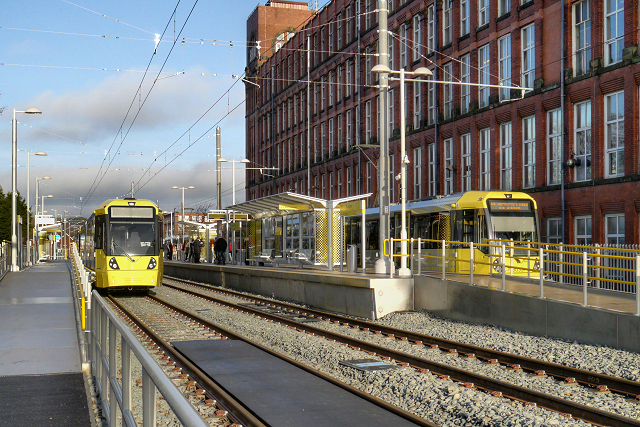
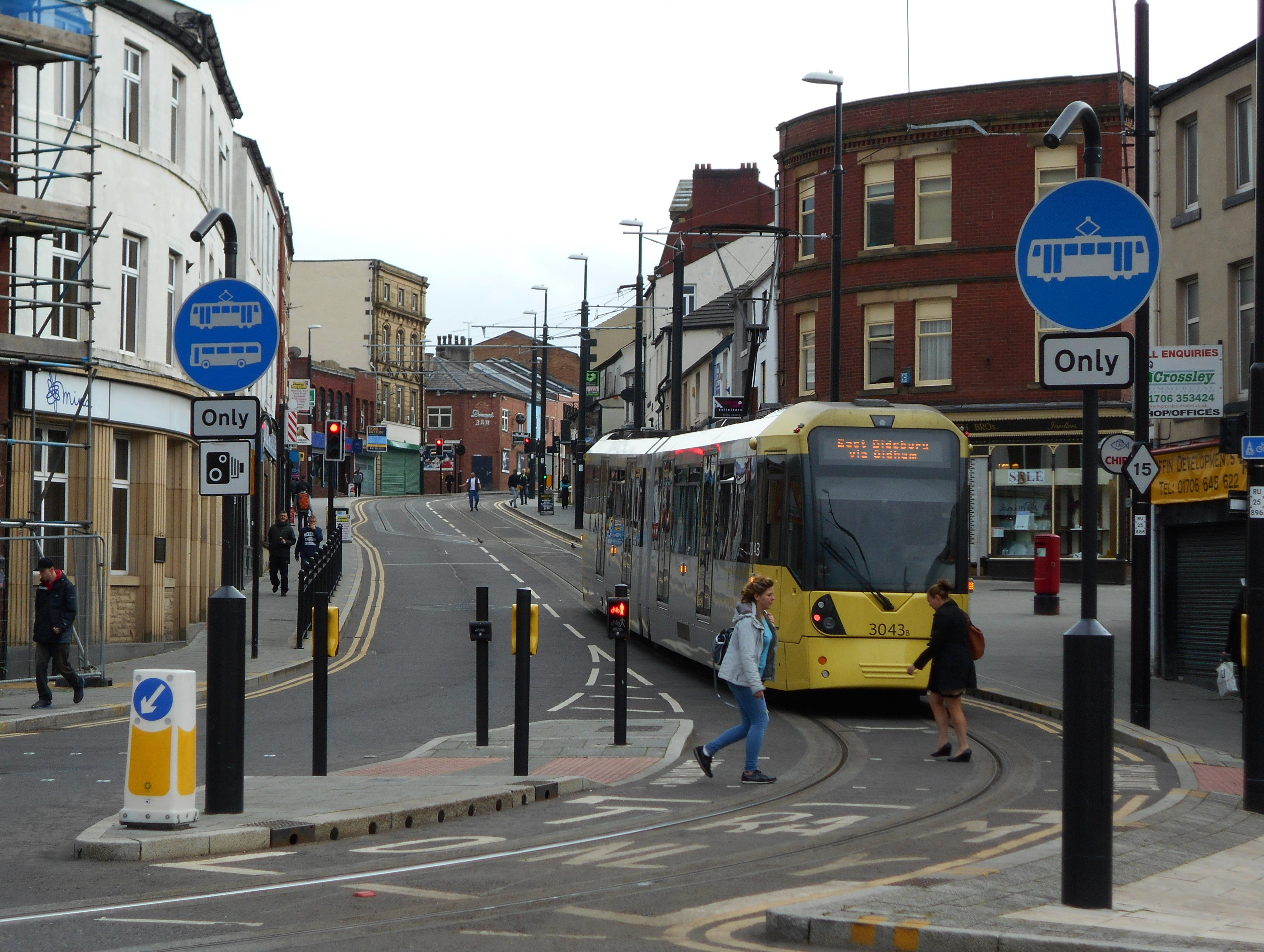
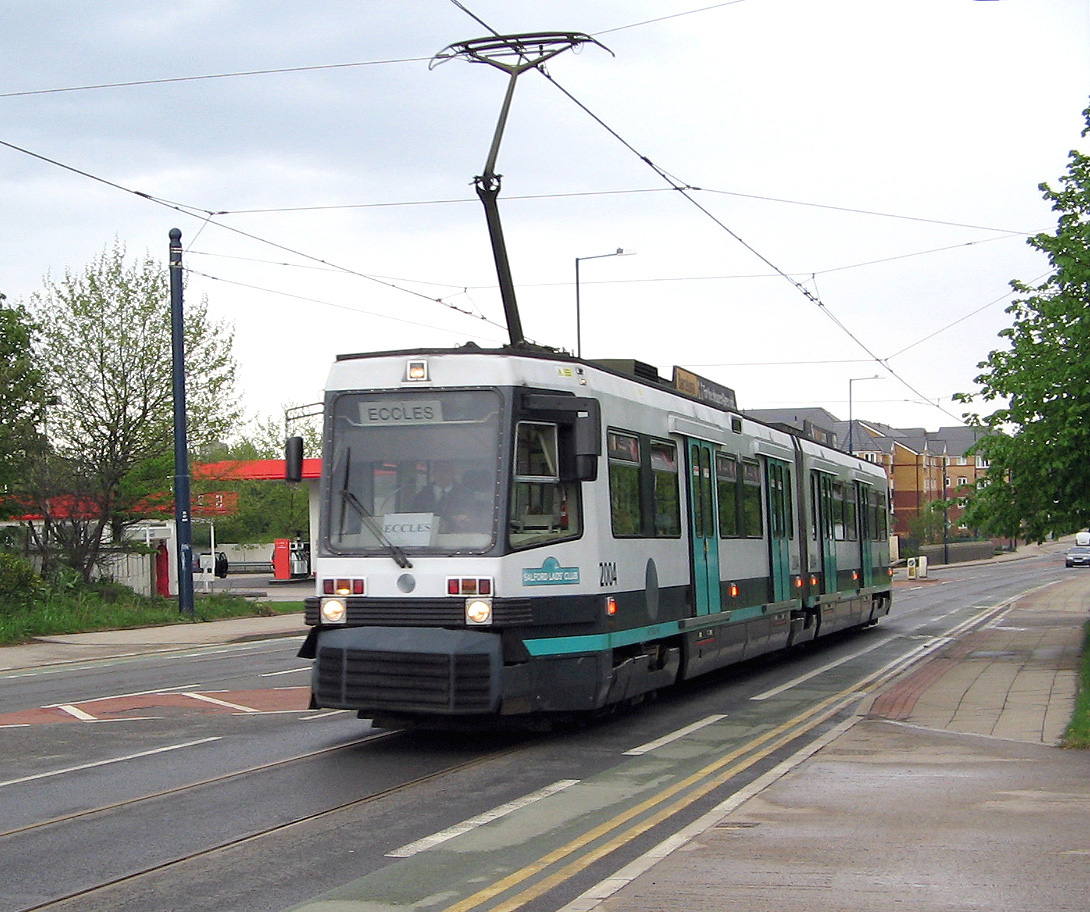
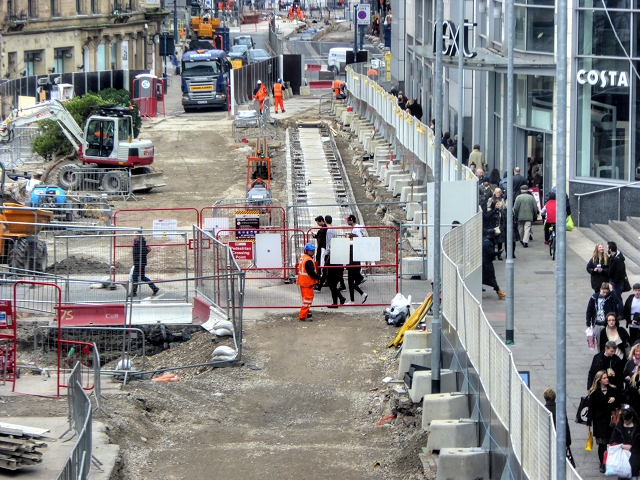
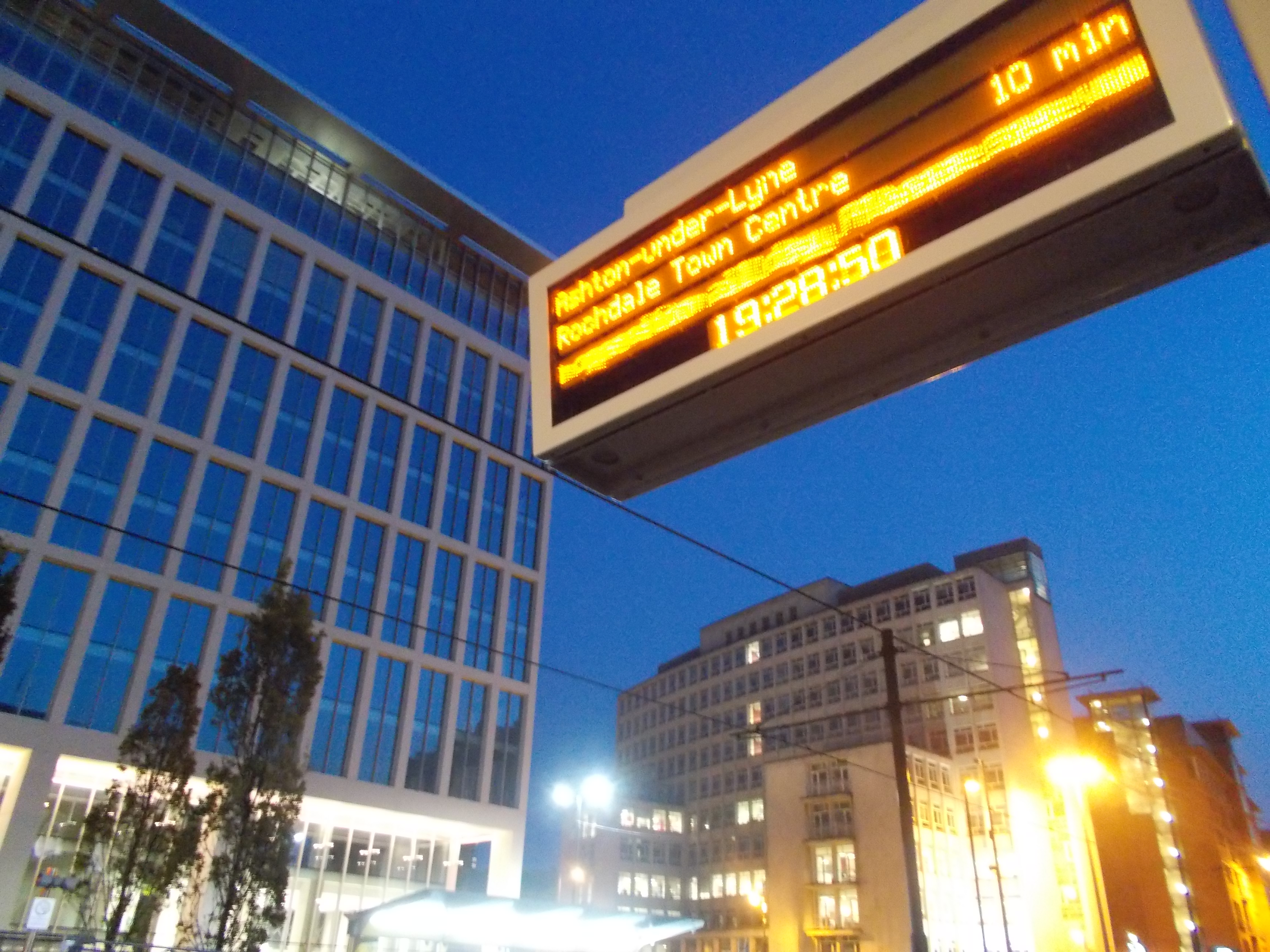
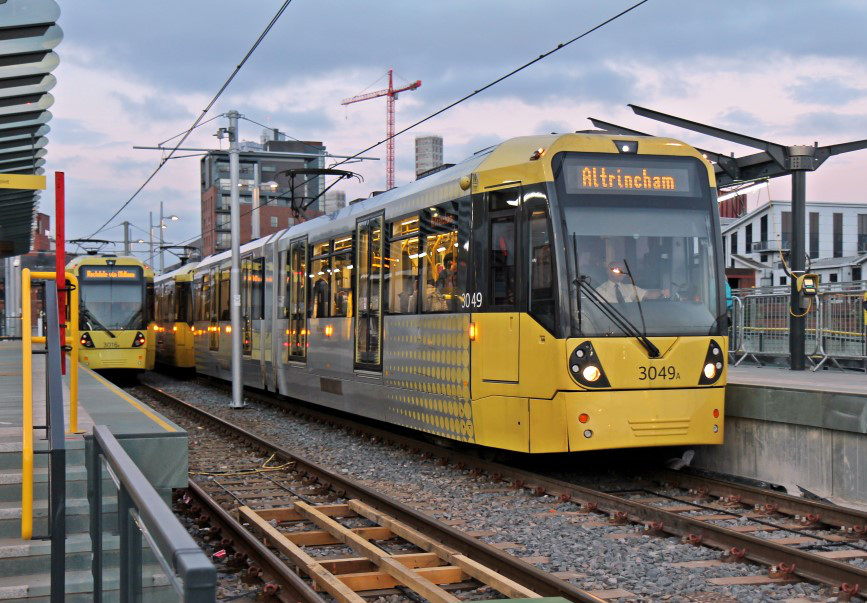
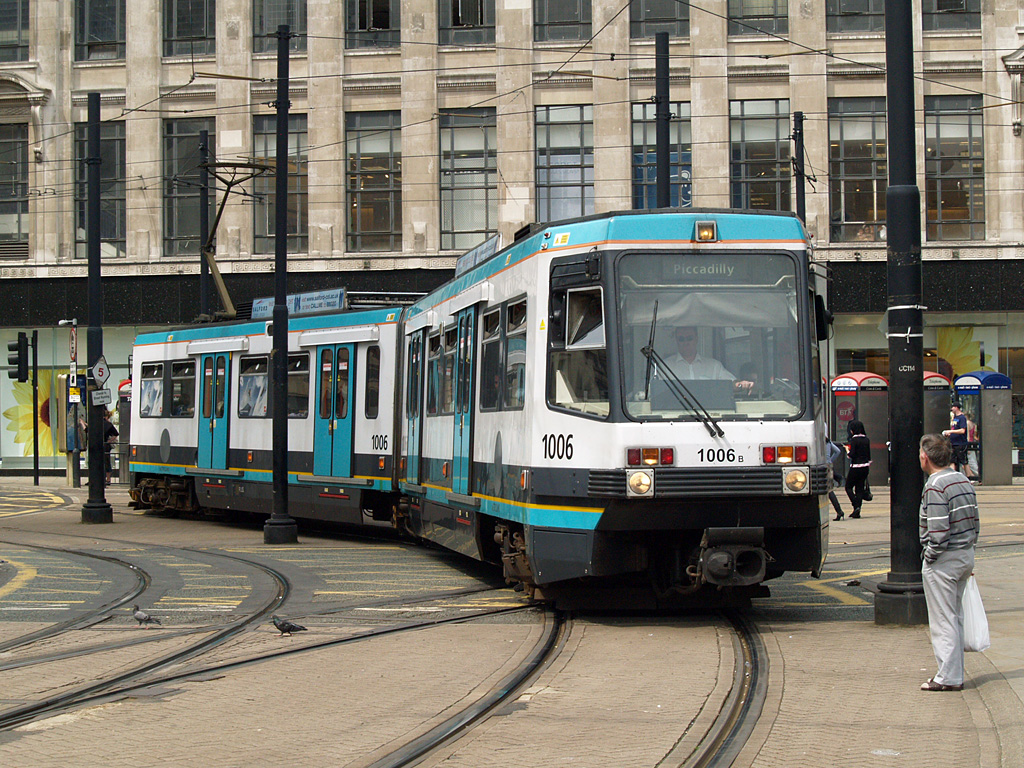
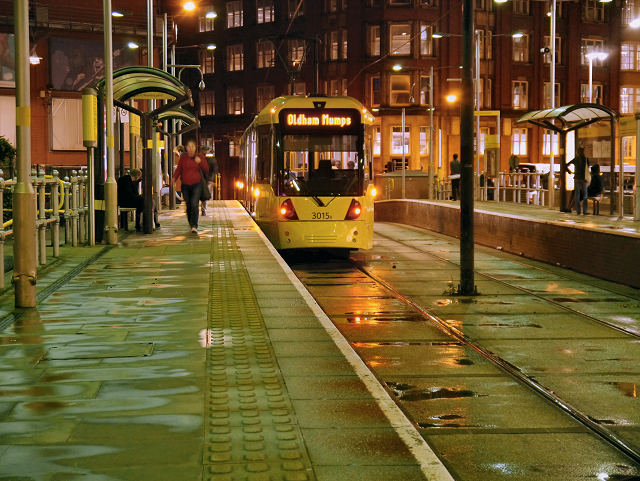
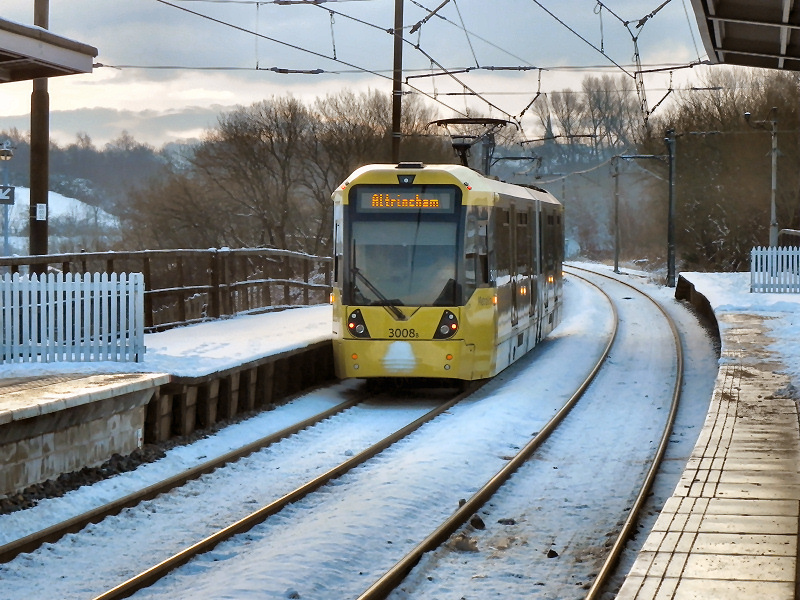
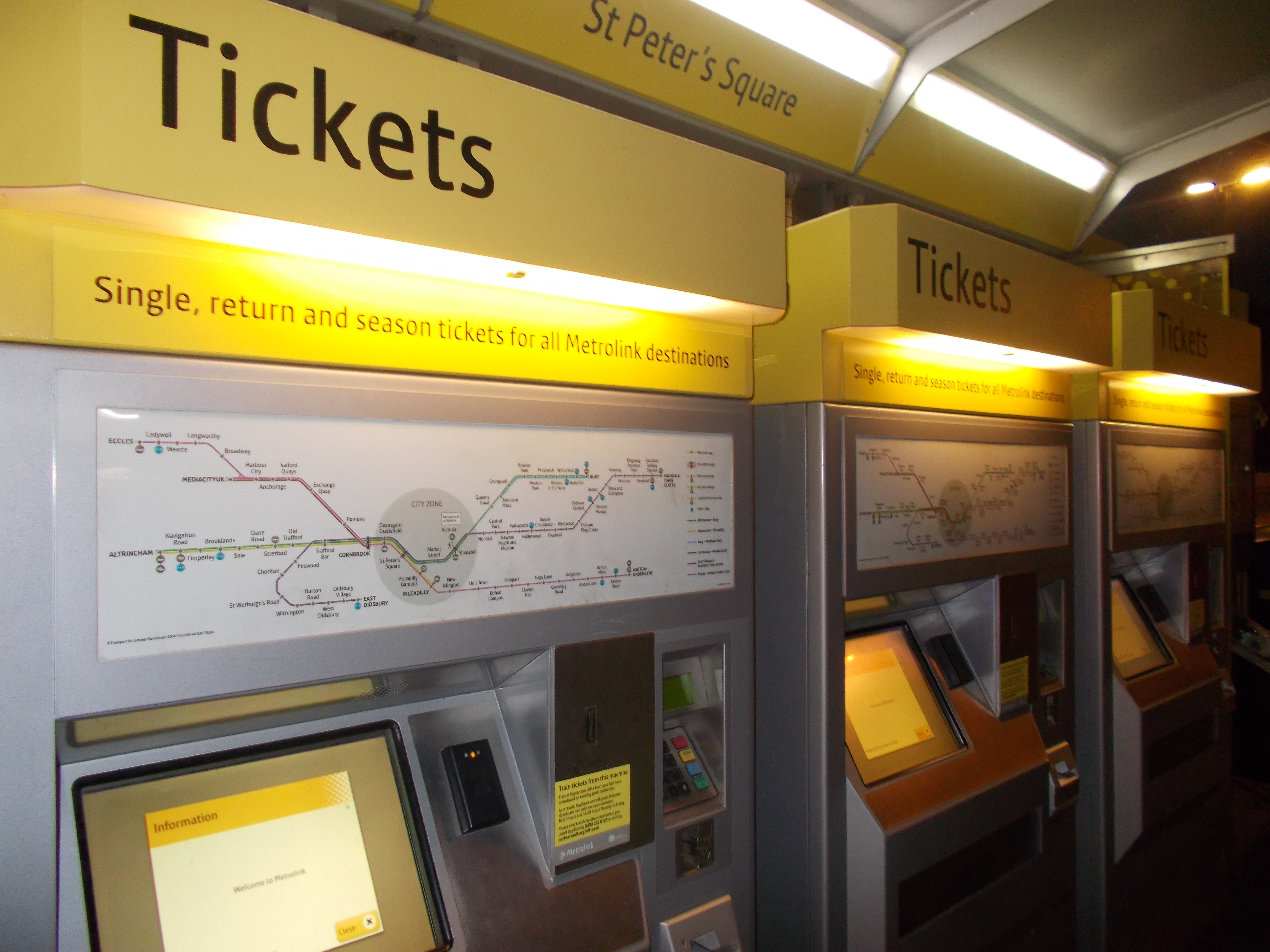